# Qatar ExxonMobil Open 2018
Qatar ExxonMobil Open 2018 — тенісний турнір, що проходив на кортах з твердим покриттям у місті Доха, Катар з 1 січня. Належав до категорії ATP World Tour 250.

## Фінальна частина

### Одиночний розряд
Гаель Монфіс —  Андрій Рубльов 6–2, 6–3

### Парний розряд
Олівер Марах /  Мате Павич —  Джеймі Маррей /  Бруно Соарес 6–2, 7–6(8–6)